# Дмитровка (Шишацкий район)
Дмитровка (укр. Дмитрівка) — село,
Сагайдакский сельский совет,
Шишацкий район,
Полтавская область,
Украина.
Код КОАТУУ — 5325784602. Население по переписи 2001 года составляло 411 человек. Население 310 человек.

## Географическое положение
Село Дмитровка примыкает к селу Сагайдак.
По селу протекает пересыхающий ручей с запрудой.
Рядом проходит железная дорога, станция Сагайдак в 1,5 км.